# Total Nonstop Action Wrestling
Pour les articles homonymes, voir TNA et Impact Wrestling.
Total NonStop Action (TNA) Wrestling (auparavant Impact Wrestling) est une fédération de catch des États-Unis fondée par Jerry Jarrett et son fils le catcheur Jeff Jarrett en mai 2002. Elle est maintenant la propriété d'Anthem Sport & Entertainment, une société de chaînes de sport de combats canadienne. Bien qu'auparavant son siège fut basé à  Nashville dans le Tennessee, ses bureaux eux étaient situés à  Orlando en Floride, entre 2002 et 2017. Lorsque son nouveau propriétaire la racheta en 2017 (Anthem Sport) le siège fut déplacé au Canada.
La TNA était originellement une faction de la National Wrestling Alliance et fut d’abord connu comme la NWA-TNA, mais s’est dans un premier temps retirée de la NWA en 2004, jusqu'à abandonner les titres de Champion du monde poids-lourd et de Champion du monde par équipe de la NWA en mai 2007.
La TNA est la première fédération à utiliser exclusivement le ring de forme hexagonale (6 côtés), plutôt que d’utiliser le ring conventionnel à 4 côtés (la fédération mexicaine AAA (Asistencia Asesoría y Administración) a d’ailleurs elle aussi fréquemment utilisé le ring hexagonal par le passé).
La TNA avait aussi quelques règles inhabituelles concernant ses championnats : ainsi les titres pouvaient changer de main s'il y avait disqualification ou compte à l’extérieur, annulant ainsi « l’avantage du champion » mais ces règles furent annulées début 2008.

## Historique

### Création (2002-2004)

Ancien logo de la TNA de 2002 à 2010

La TNA fut fondée par Jeff Jarrett. Bien que plusieurs compagnies telle que la World Wrestling All-Stars aient aussi tenté de remplir le vide laissé par la World Championship Wrestling et la ECW, lors du rachat par la WWE, la TNA est celle qui a la meilleure longévité. Plusieurs suspectent que la motivation derrière la création de la TNA était surtout d’offrir du travail et de donner de la publicité à Jeff Jarrett, le fils du promoteur Jerry Jarrett, qui était alors sans emploi après l’échec de la WCW et son incapacité à se trouver un emploi avec les McMahon (on allègue que Jeff Jarrett aurait fait chanter Vince McMahon pour une grosse somme d’argent, pour lutter après que son contrat a expiré alors qu’il détenait toujours le titre Intercontinental en 1999).
Dès le départ, la TNA perd beaucoup d’argent, menant l’investisseur initial la HealthSouth Corporation à retirer son soutien financier (la HealthSouth connaît alors elle-même de gros problèmes, puisqu'elle est sous enquête pour des irrégularités dans ses transactions). En octobre 2002, Jerry Jarrett vend ses parts qui donnent le contrôle de la TNA à la Panda Energy International. Le 31 octobre 2002, Panda Energy et J Sports and Entertainment créent la compagnie TNA Entertainment (J Sports and Entertainment est plus tard dissoute). Jeff Jarrett devient le vice-président de la TNA Entertainment, alors que Dixie Carter, la fille du CEO de la Panda Energy et une ancienne chargée de communication de la TNA, est nommée présidente. Panda Energy détient alors 71 % de la TNA Entertainment.
Dixie Carter est une grande fan de catch et elle s’implique grandement dans les opérations courantes de la compagnie. Panda Energy nomme aussi Chris Sobol, cadre en chef du département de développement des affaires de la Panda Energy, vice-président aux opérations de la TNA. On nomme également Frank Dickerson au poste de cadre exécutif (il le quittera en novembre 2005 et sera remplacé par Kevin Day). La TNA continue de perdre de l’argent, on parle de près 1 million $ (US) par mois qui ne sont pas compensés par les revenus, mais Panda Energy réaffirme à maintes reprises son engagement envers la TNA : Panda Energy s’est elle-même décrite comme une compagnie qui se bat financièrement. C'est la même année que le 1er Impact! fut diffusé. En septembre 2005, Robert Carter estime que la TNA deviendrait profitable en 2006.
En mai 2005, la Nelson Corporation fait une offre de 10 millions $ (US) pour acheter la TNA à la Panda Energy. L’offre est retirée le 31 mai 2005, car la Panda Energy n’a démontré aucun intérêt à vendre ses parts. Une autre offre de 2 millions $ (US) a également été faite par la compagnie Morphoplex, un commanditaire majeur de la TNA, et a aussi été refusée à la fin de 2005.

### Modèle d'affaire (2002-2004)
Le modèle d’affaire de la TNA est très différent de celui employé par la WWE et ce de plusieurs manières. En n’offrant pas de tournées comme les autres fédérations, la TNA est capable de garder ses dépenses à un niveau bas. Au départ, la TNA n’offrait que des PPV hebdomadaires via le câble.
Alors que la plupart des autres fédérations majeures offraient des PPV sur une base mensuelle sans avoir d’émission hebdomadaire à la télévision traditionnelle ou câblée, la TNA offrait un gala chaque semaine au coût de 9,95 $ (US), le quart moins cher que ce que coûte le PPV mensuel de la WWE. On offrait aussi une émission transmise gratuitement via le Wrestling Channel à partir de mars 2004, mais avec un délai de 6 mois ; ce sera la première percée de la compagnie sur le marché international.
Les estimations initiales de la TNA montraient qu’un taux d’achat de plus de 50 000 PPV étaient nécessaires pour que la TNA rentre dans ses frais. Les vrais chiffres de ventes selon Dave Meltzer du Wrestling Observer Newsletter, démontrent que les PPV ne sont achetés que par 5 000  à   15 000 personnes par semaine. Après 111 semaines, la TNA cesse de présenter les PPV hebdomadaires le 8 septembre 2004. Le dimanche 7 novembre 2004, la TNA tient son premier PPV de 3h, appelé TNA Victory Road, les ventes se situent autour de 10 000.

### TNA iMPACT! (2004-2011)

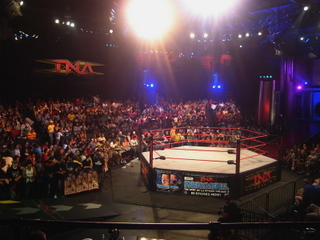
Ring hexagonal utilisé par la TNA de 2002 à 2010.

La TNA manque alors cruellement de visibilité et tente ainsi de signer un contrat télévisé pour présenter une nouvelle émission hebdomadaire appelée TNA iMPACT!. Elle signe avec le réseau Fox Sports Net et la première édition d’iMPACT sera présentée le 4 juin 2004. iMPACT! est enregistré le mardi au studio 21 des Universal Studios d’Orlando en Floride et est diffusé entre 16h et 17h les vendredi sur FSN dans la plupart des marchés (iMPACT! est aussi disponible en Europe et en Asie). La TNA achète sa diffusion au coût de 30 000 $ par semaine, les ventes du PPV hebdomadaire sont alors la seule source de revenus pour la TNA.
Le 2 mai 2005, la TNA diffuse son dernier épisode de iMPACT! sur Fox Sports Net qui ne renouvelle pas leur entente. iMPACT! a une moyenne de 0.4 rating depuis son arrivée à la télé. La TNA se retrouve donc au même point de départ, c'est-à-dire sans contrat de télévision autre que celui du PPV mensuel. En juillet 2005, la TNA signe avec RealNetworks pour offrir iMPACT! sur leur site officiel via RealPlayer. On permet aussi aux fans de télécharger l’émission via BitTorrent. La TNA continue aussi de chercher pour une nouvelle niche télévisuelle. Elle entame des négociations avec la WGN qui lui propose la grille du lundi soir en même temps que RAW de la WWE, mais l'accord ne se fera pas.
Spike TV qui présente Raw et qui vient d’annoncer que son contrat avec la WWE ne sera pas renouvelé à partir d’octobre 2005, devient une alternative intéressante pour la TNA. Débutent alors des négociations serrées. Les premières rumeurs parlent de la grille horaire du samedi soir. Le 21 juillet, on annonce que la TNA et Spike TV se sont entendus et qu'iMPACT! fera partie du bloc « Slammin' Saturday Night », qui débutera à l’automne 2005.
Depuis le 27 septembre 2005, la TNA enregistre 2 épisodes d’iMPACT! toutes les 2 semaines, avec le premier épisode diffusé le 1er octobre 2005. Contrairement à son entente avec FOX Sports Net, la TNA n’a pas à payer pour être diffusée sur Spike TV, par contre Spike TV contrôle les revenus publicitaires. Jusqu’en mars 2006, le principal commanditaire de la TNA est la compagnie Morphoplex (boisson énergétique) qui paye 200 000 $ (US) par mois.

### Montée en puissance (2005-2007)

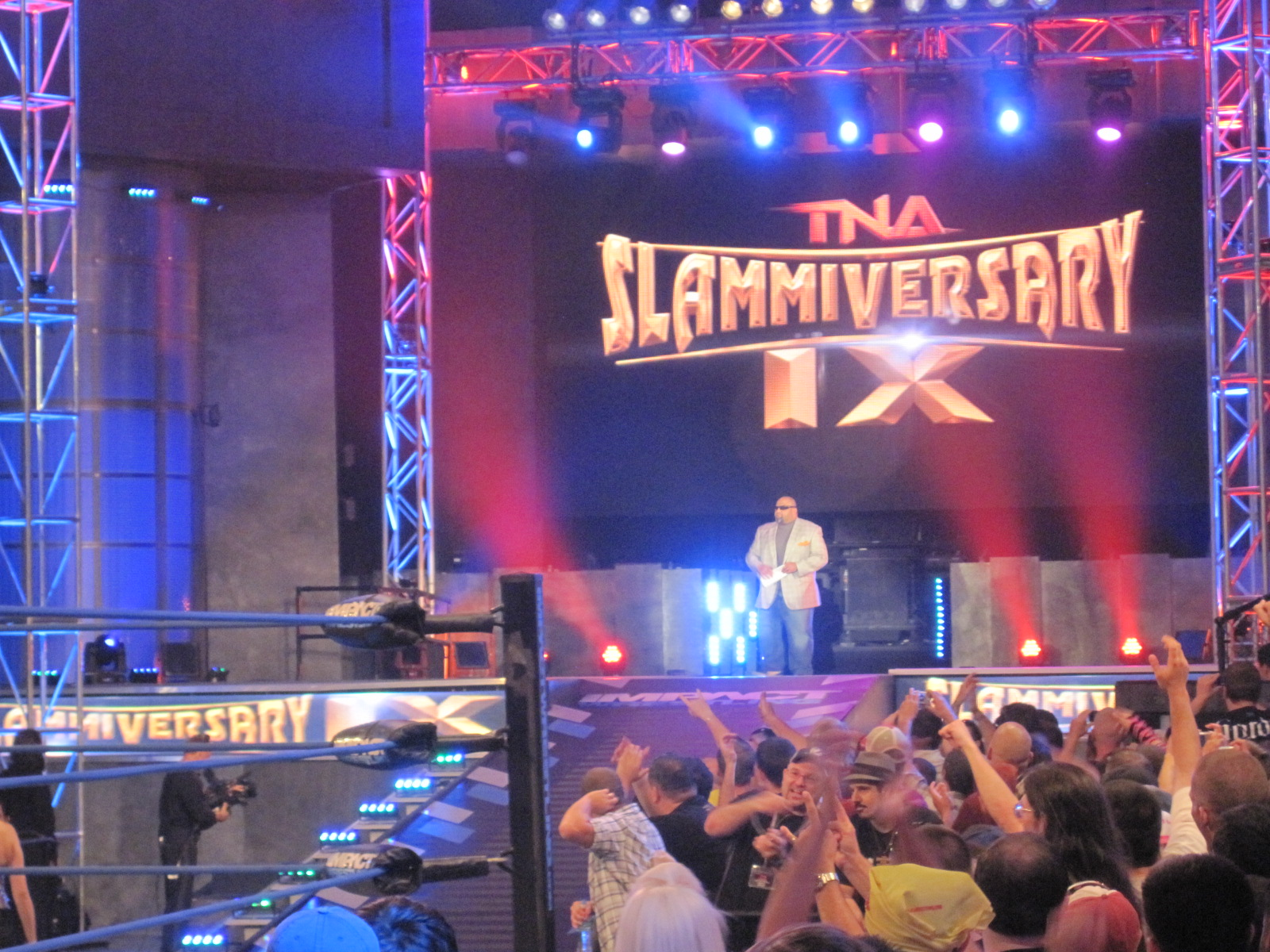
Écran de l'impact Zone et Ring de la TNA

Le 7 novembre 2005, on confirme aussi que la TNA aura un jeu vidéo produit par Midway Games. Par le passé, les jeux vidéo ont toujours été une source majeure de revenu pour les autres fédérations de catch. Le jeu s’appelle TNA iMPACT! et on annonce sa sortie pour 2007, sur les consoles PS3 et XBOX 360. Finalement, la sortie a été repoussée jusqu'au printemps 2008.
La TNA a depuis longtemps exprimé son intention d’offrir des tournées en 2006, et a en liste plusieurs villes et sites (Buffalo, dans l'État de New York, Détroit, dans le Michigan, et l’ancienne ECW Arena de Philadelphie). La TNA a annoncé son premier house show pour le 17 mars 2006 au Compuware Sports Arena de Plymouth au Michigan.
La TNA a aussi travaillé fort pour conclure une entente avec la fédération de Hermie Sadler, la United Wrestling Federation, qui produira une série de house show de la TNA dans les régions du sud et de la Mid-Atlantic, mais la majorité sera présentée en Virginie. Le 6 février 2006, citant les ratings qui ne cessent de monter, Spike TV annonce qu'iMPACT! changera de grille horaire pour être présenté à heure de grande écoute le jeudi soir à 23h dès le 13 avril 2006 et que les reprises seront offertes le samedi soir à 23h plutôt que la semaine, le lundi à minuit.
Autre revirement, à TNA No Surrender 2006, Spike TV annonce que TNA IMPACT passera en première partie de soirée à partir du 1er novembre 2006.
La TNA continue de négocier pour obtenir une deuxième heure de diffusion pour TNA Impact. Finalement, lors du PPV No Surrender, la TNA a annoncé qu'elle avait signé une nouvelle entente avec le réseau Spike TV et que l'émission TNA IMPACT passera de une à deux heures à partir du 4 octobre 2007.

### Succès et fin de TNA Impact! pour Impact Wrestling (2008-2011)

Deuxième logo de la TNA (2008-2010)

Le jeudi 27 mars 2008, la TNA franchit à nouveau un grand pas alors que son émission iMPACT! est diffusée en direct pour la première fois de son histoire. De plus, Spike TV a annoncé qu'iMPACT! devra être tourné plus souvent à l'extérieur des studios Universal.
Le 28 janvier 2010, Hulk Hogan et Eric Bischoff, intègrent officiellement la Total Nonstop Action Wrestling, chacun exprimant son désir de voir la TNA devenir la première fédération mondiale.

Logo TNA de février 2010 à mai 2011

De plus, lors de l'iMPACT! du 4 janvier, où Hogan fait ses grands débuts à la TNA, puis plus tard à Genesis 2010, d'autres anciens célèbres catcheurs rejoignent la TNA, montrant ainsi sa montée en puissance (notamment Ric Flair, X-Pac, Jeff Hardy). Et aussi Mickie James et ainsi que d'anciennes légendes de la fédération Extreme Championship Wrestling comme Rob Van Dam, Sabu ou Tommy Dreamer. Lors de Genesis 2011, Matt Hardy, une autre superstar de la WWE, fait ses débuts en battant Rob Van Dam. Les Hardy Boyz se reforment a iMPACT! Bound for Glory le 10.10.10 a été le PPV le plus vendu de tous les temps à la TNA (environ 20 000).
Impact le 3 mars 2011, pour la première fois a été enregistré ailleurs que dans l'Impact! Zone, et a attiré 3500 personnes à Fayetteville en Caroline du Nord. Le 26 mai 2011, Mick Foley est venu pour annoncer que la TNA devient Impact Wrestling, le décors, la couleur, la musique et le thème change passant du rouge au bleu ciel

### 10 ans de Total Nonstop Action Wrestling (2012)

Logo des 10 ans de la TNA

En 2012, la TNA marque son pas vers sa seconde décennie.
Le premier pas qui mène la seconde décennie de la TNA est Slammiversary X, qui comme chaque année fête l'anniversaire de la TNA et est cette année au College Park Center. Lors de Bound For Glory le 16 octobre 2011, Sting bat Hulk Hogan et selon la stipulation la TNA ré-appartient à Dixie Carter et à Sting.
La tournée européenne de la TNA a vu la salle de la Wembley Arena de Londres "Sold Out" avec le retour d'Hulk Hogan à l'affiche. Bobby Roode bat Sting lors de Victory Road 2012 et ce dernier abandonne son poste de GM de Impact Wrestling. Le lendemain, Sting décide de nommer Hulk Hogan comme GM de Impact disant que lui seul pourra amener la TNA aux sommets.

Logo du Gut Check

Le lendemain de Lockdown, Hulk Hogan qui est à la charge en tant que GM de la TNA, réalise un nouveau concept, le Gut Check. Le principe est simple, un catcheur indépendant viendra à Impact Wrestling et combattra contre un catcheur qui fait déjà partie du Roster TNA. Trois juges seront aux abords du ring pour observer et la semaine suivante, ils se réuniront dans le ring pour donner leur choix si oui ou non, le catcheur indépendant mérite un contrat TNA Wrestling. Le 10 juin 2012, la TNA fête ses 10 ans d'activité avec son pay-per-view Slammiversary X qui se déroule à Arlington au Texas. Ce PPV sera marqué par les fans pour un des plus grands records d'Attendance aux États-Unis ainsi que la présence spécial d'un catcheur Christian étant sous contrat avec leur rival, la WWE est venu salué ses anciens fans de la TNA.
Depuis le 31 mai 2012, la plupart des épisodes d'Impact Wrestling sont diffusés en direct et l'émission a changé de créneau horaire passant de 21 heures à 20 heures. Ce changement a conduit dans un premier temps à une baisse des audiences télévisées (autour de 1 de rating durant les premières semaines) mais les scores augmentent en fin d'année (1,14 le 29 décembre 2012).

### TNA devient IMPACT WRESTLING (2012-2017)
Le premier Impact de 2013 démarre avec un score plus élevé que la moyenne de l'année précédente. La semaine suivante, un changement est apporté au concept du "Gutcheck" : dorénavant, deux lutteurs du circuit indépendant s'affronteront pour un contrat et ils passeront en même temps devant le jury. La TNA a aussi annoncé un changement de stratégie concernant ses évènements mensuels faisant passer le nombre de pay-per-view principaux de 12 par an à seulement 4. Y seront ajoutés d'autres évènements mensuels "spéciaux" qui seront indépendants des storylines mises en place à Impact Wrestling. La TNA enregistrera à nouveau des épisodes d'Impact Wrestling en Angleterre durant sa tournée en janvier (un à Manchester et un à Londres). Le pay-per-view Lockdown 2013 a eu lieu à l'Alamodome de San Antonio, la plus grande arène jamais louée par la TNA et ce PPV à encore battu le précédent record pour ce qui est du nombre de fans avec 7200 fans.
La TNA annonce le 31 janvier 2013 qu'elle quittera l'Impact Zone le 7 mars et qu'elle enregistrera tous les épisodes d'Impact Wrestling "sur la route" à partir du 14 mars. La présidente Dixie Carter ajoute qu'il est normal d'amener Impact Wrestling au public alors que celui-ci est longtemps venu à Orlando pour le voir, même s'il s'agit d'une prise de risque importante sur le plan financier.
Le 14 mars 2013, pour le premier Impact en direct hors de l'Impact Zone, enregistré au Sears Centre de Chicago, la TNA réalise sa plus grande affluence pour son show sur le territoire américain avec 6500 spectateurs (hors Pay Per View). Hulk Hogan quitte la fédération le 3 octobre 2013 juste avant Bound for Glory À partir du 17 novembre, la TNA retourne à Orlando car le budget était trop serré et il était trop tôt pour avoir la possibilité de produire chaque semaine des show à salle pleine. De août à octobre 2013, les audiences avaient dégringolé également, mais la TNA réalise de nouveaux records d'audiences à partir de décembre qu'elle n'avait pas égalé depuis 2 ans juste après le départ de l'ère Hogan. À la suite Sting (parti à la WWE), Mickie James (enceinte alors du Champion de la TNA Magnus), AJ Styles et Bad Influence (retourné à la ROH) puis Jeff Jarrett (fondé la Global Force Wrestling) voient leurs contrats arriver à terme pour laisser place à de nouveaux talents telle que The Wolves, MVP, Bobby Lashley, Angelina Love et Willow (Jeff Hardy)

### Anthem Sports & Entertainment, nouvelle direction (2017-2023)

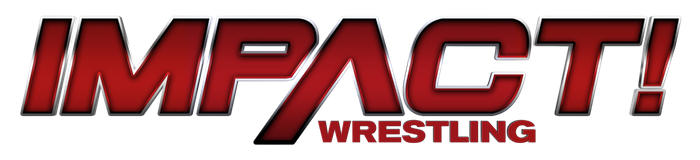
Logo de Impact Wrestling

Au début de 2017, Impact Wrestling (anciennement TNA) est racheté par Anthem Sports & Entertainment, une société de chaines télévisée de sports de combat canadienne, qui devient actionnaire majoritaire de la compagnie. L'ancienne propriétaire, Dixie Carter ne gardera que 5 % des parts et ne travaillera plus pour la compagnie. Dès janvier Anthem Sports & Entertainment apportent des changements au compte goutes à Impact Wrestling. Les changements s'annoncent nombreux mais apparaitront petit à petit. La société de TV Canadienne recrute Jeff Jarrett qui effectue son retour au sein de la compagnie. Jeff devient donc CEO et s'occupera de la direction de l'arrière-scène.
Anthem sports & Entertainment aimerait changer définitivement la compagnie de lutte en supprimant définitivement les lettres "TNA" et conserver uniquement "IMPACT WRESTLING". Les nouveaux propriétaires ne supportent pas l’acronyme donné à TNA qui en anglais signifie "Tits" & "Ass", soit "seins" & "fesses" en français.
En février 2017, Impact Wrestling perd plusieurs lutteurs dans son roster, notamment Jeff et Matt Hardy, Drew Galloway et Jade. La TNA se retrouve une fois encore dans une pente descendante.
Début mars on apprend qu' Alberto El Patron (Alberto Del Rio à la WWE), rejoint Impact Wrestling. Ce dernier unifiera les titres mondiaux de la GFW et de Impact Wrestling à Slammiversary. Il sera cependant suspendu et son titre lui sera retiré le 12 juillet à cause d'un scandale de violence conjugale contre sa fiancée Paige.
Le 20 avril, Karen Jarrett annonce que Impact Wrestling et la Global Force Wrestling ont désormais fusionné.
Le 28 juin, Anthem Sports & Entertainment rachète officiellement la Global Force Wrestling désormais les deux fédérations ne font plus qu'un.
En octobre, Anthem annoncent que Jeff Jarrett ne travaille plus pour la compagnie à cause de problèmes personnels. Dès lors, Impact Wrestling retire tout lien avec la Global Force Wrestling (GFW) et laisse donc entendre que la fusion annoncée plus tôt dans l'année entre Impact Wrestling et GFW est annulée... Une décision laissant les fans dans l'incompréhension la plus totale. La société déménagera officiellement au Canada là où Anthem Sports ont également leur siège.
En 2018, lors des premiers sets d'enregistrements télévisés on apprend qu'Impact Wrestling abandonne le ring à 6 côtés pour revenir à un ring à 4 côtés traditionnels. Les raisons de ce changements se résument au fait que le ring à 6 côté était bien plus complexe à utiliser pour les lutteurs et au vu des difficultés rencontrées par la compagnie actuellement, il serait plus facile de recruter de nouveaux talents en leur disposant d'un ring plus accessible et moins contraignant physiquement. Sachant que la structure du ring hexagonal est plus rigide que le carré et donc plus contraignant lors des chutes.
Lors des enregistrements de 2018 on peut apprendre qu'Austin Aries effectue son retour avec la compagnie. Les enregistrements se déroulent également à Orlando en Floride, donc retour aux États-Unis...
En 2019, des catcheurs comme Rob Van Dam ou Rhino font leur retour à Impact Wrestling.
En 2020, la chaine Twitch bannit la fédération Impact Wrestling à cause d'un segment érotique avec Rob Van Dam.
Le 12 février lors du PPV Hard To Kill, Tessa Blanchard effectue un match historique en battant le champion du monde Sami Callihan pour devenir la première femme à remporter un titre mondial masculin.
Le 21 octobre 2023, à la fin de Bound for Glory, ils ont annoncé qu'ils reprennent le nom de Total Nonstop Action Wrestling le 13 janvier 2024 à Hard To Kill.

### Retour de Total Nonstop Action Wrestling et partenariat avec la WWE (2024-)
Le 13 janvier 2024 a lieu le premier Premium Live Event du rebranding sous TNA, Hard To Kill. Le show prend place au Palms Casino Resort de Paradise, au sud-est de la ville de Las Vegas. Les nouvelles ceintures apparaissent pour la première fois durant ce show et les ceintures Knockouts World et World Heavyweight changent de mains, respectivement gagnées par Jordynne Grace et Moose. La fédération profite de ce show pour faire apparaître quelques nouvelles têtes comme Nic Nemeth (anciennement Dolph Ziggler), Ash By Elegance (Dana Brooke) et AJ Francis (Top Dolla).
Lors d' l'épisode d'IMPACT! du 25 janvier, Mustafa Ali apparaît dans une promo pour officialiser son arrivée à la TNA.
Lors du WWE Royal Rumble 2024 le 27 janvier, Jordynne Grace fait son entrée avec la ceinture KO dans le royal rumble match féminin à la 5ème place. Trinity fait également son retour sous le nom de Naomi en seconde position, celle-ci en fin de contrat avec TNA a décidé de revenir à la WWE.
Le mercredi 7 février 2024 Anthem Sports & Entertainment annonce dans un communiqué le renvoi immédiat de Scott D'Amore, actuel président, sans donner plus d'indications. La nouvelle a été annoncée aux talent lors d'une visioconférence. Selon le PWInsider, Scott D'Amore aurait essayé de racheter la compagnie avec l'appui d'une importante puissance financière. Un geste qui n'aurait pas plu aux actionnaires qui l'auraient licencié.

Au cours de l'année 2024, TNA Wrestling et la WWE officialisent un partenariat d'échanges de talents. Celui-ci permet aux catcheurs de NXT d'apparaître dans des shows TNA et à l'inverse aux catcheurs TNA de se produire à NXT. Ainsi des personnalités comme Jordynne Grace, Joe Hendry ou Zachary Wentz se rendent régulièrement dans la brand jaune.

## Spécialités de la TNA: la X Division

### X Division

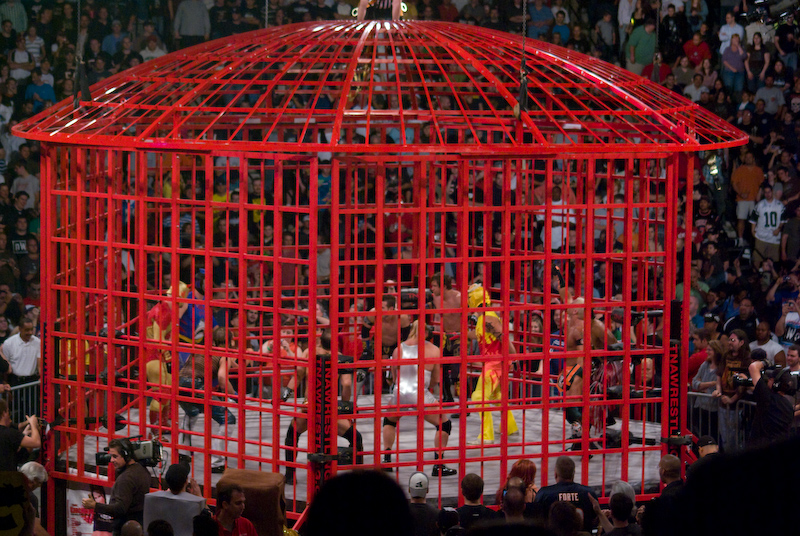
Bound For Glory IV en 2008.

La lutte à haute voltige, ou « high-flying » est un style de lutte très risqué (souvent dénigré par certains comme n’étant que des « spotfests »), et ce fut une des raisons principales qui a fait que nombre de fans se sont tournés vers la WCW ou la ECW plutôt que la WWF par le passé. Plutôt que de souligner le fait que les lutteurs qui performent ce genre de lutte sont sous la barre des 220lbs (100 kg) en appelant cette division les Cruiserweights, la TNA a décidé de mettre l’emphase sur les mouvements à haut risque des lutteurs plutôt que sur les lutteurs eux-mêmes (il n’y a pas de limite de poids dans la division X, même si en pratique la plupart des champions font moins de 220lbs).
Pour mettre encore plus en évidence ce point, on utilise le slogan suivant : "It's not about weight limits, it's about no limits" (traduction libre : "Il ne s'agit pas de limite de poids, il n'y a tout simplement pas de limites") pour décrire la division. La ceinture qui représente cette division est la première créée par la TNA, le Championnat de la X Division 
Bien qu’à partir de 2004 on met un peu moins l’emphase sur la Division X, elle demeure néanmoins l’attraction clé de la TNA jusqu'en 2007 et plusieurs autres fédérations tenteront de reproduire cette division. Le 4 octobre 2005, la TNA offre sur le marché le DVD "The Best of the X Division, Volume 1". Depuis la X Division est présente à chaque show d'Impact Wrestling et plait toujours autant aux fans.

## Championnats et accomplissements

### Champions actuels
| Titre                              | Champion(ne)(s)                         | Durée              | Date de victoire | Événement        | Précédent(s) champion(s)                   |
| ---------------------------------- | --------------------------------------- | ------------------ | ---------------- | ---------------- | ------------------------------------------ |
| TNA World Championship             | Trick Williams (1)                      | 1 mois et 6 jours  | 25 mai 2025      | NXT Battleground | Joe Hendry (1)                             |
| TNA World Tag Team Championship    | The Nemeths (Nic Nemeth et Ryan Nemeth) | 2 mois et 4 jours  | 27 avril 2025    | Rebellion        | The Hardys (Jeff Hardy et Matt Hardy) (3)  |
| TNA X-Division Championship        | Moose (1)                               | 8 mois et 4 jours  | 27 octobre 2024  | TNA Impact!      | Mike Bailey (3)                            |
| TNA International Championship     | Steve Maclin (1)                        | 2 mois et 14 jours | 17 avril 2025    | Unbreakable      | premier champion                           |
| TNA Knockouts World Championship   | Masha Slamovich (1)                     | 8 mois et 5 jours  | 26 octobre 2024  | Bound for Glory  | Jordynne Grace (3)                         |
| TNA Knockout Tag Team Championship | Ash by Elegance et Heather by Elegance  | 3 mois et 17 jours | 14 mars 2025     | Sacrifice        | SpitFire (2) (Dani Luna et Jody Threat (2) |

### Autres accomplissements
| Accomplissement                | Dernier(s) gagnant(s)               | Date            | Événement           | Gagnant(s) précédent(s) |
| ------------------------------ | ----------------------------------- | --------------- | ------------------- | ----------------------- |
| Super X Cup                    | Ace Austin                          | 9 janvier 2021  | Genesis             | Dezmond Xavier          |
| Homecoming King & Queen        | Deonna Purrazzo et Matthew Rehwoldt | 31 juillet 2021 | Homecoming          | Premiers vainqueurs     |
| Knockouts Knockdown Tournament | Mercedes Martinez                   | 9 octobre 2021  | Knockouts Knockdown | Première vainqueur      |
| Call Your Shot Gauntlet        | Bully Ray                           | 7 octobre 2022  | Bound for Glory     | Moose                   |

### Triple Crown Champion
Les noms en gras sont ceux des catcheurs étant également TNA Grand Slam Champion (voir légende ci-dessous).

## Shows

### Émissions hebdomadaires
La TNA présente plusieurs émissions TV :

#### IMPACT WRESTLING
Anciennement TNA iMPACT, il est le show phare de la compagnie. Diffusé tous les jeudis depuis différentes salles de spectacle des États-Unis ou d'Angleterre, il dure en moyenne deux heures. Les Ratings de Impact en moyenne Spike TV sont d'environ 1,1

#### BTI: Before The Impact
Le 10 février 2021, Impact Wrestling annonce une nouvelle émission qui débutera le 16 février 2021 sur AXS TV.
L'émission sera présenté par Jon Burton et il sera accompagné de Gia Miller et Josh Mathews.
BTI proposera des avant-premières approfondies des plus grands matchs, des interviews exclusives avec les stars d'IMPACT Wrestling, un accès aux coulisses que vous ne verrez nulle part ailleurs et un match exclusif chaque semaine".
Scott D'Amore déclare que BTI sera une sorte d'introduction à Impact Wrestling.

#### TNA Xplosion
C'est un petit show (environ 1 heure) diffusé juste avant IMPACT WRESTLING le jeudi soir qui met en avant des catcheurs n'ayant pas de match prévu pour le show principal, ainsi qu'un débat entre lutteurs à propos de leurs rivalités nommé "Spin Cycle".
TNA Reaction était un reportage (d'environ 1 heure) diffusé généralement après iMPACT!. Cette émission mettait en avant un catcheur et ses meilleurs matchs à la TNA mais elle n'est plus diffusée.

#### Autres médias
La TNA diffuse également plusieurs programmes hebdomadaires (segments, interviews, etc.) sur son site internet ou sa chaîne YouTube.

### Pay-Per-View
IMPACT Wrestling produit quatre Pay-Per-View principaux par an télédiffusés et visibles en paiement à la séance.
Le 24 septembre 2020, IMPACT Wrestling annonce le retour des PPV tous les mois sur la plate-forme IMPACT Plus.
| Mois    | Évènement    | Date            | Main Event                                                   |
| ------- | ------------ | --------------- | ------------------------------------------------------------ |
| Janvier | Hard to Kill | 13 janvier 2024 | Alex Shelley (c) contre Moose pour le TNA World Championship |
| Février | No Surrender | 23 février 2024 |                                                              |
| Mars    | Sacrifice    | 8 mars 2024     |                                                              |

### One Night Only
En 2013, la TNA adopte une nouvelle stratégie pour ses évènements mensuels. En plus des 4 pay-per-view principaux de la compagnie, 8 évènements à thèmes spéciaux viendront s'ajouter durant l'année. Ces évènements nommés "TNA One Night Only" seront les suivants (leurs dates de diffusion ne seront connues que quelques semaines avant) :

### Hall of Fame

#### 2012: Sting

Logo du TNA Hall of Fame

Dixie Carter a annoncé lors de l'épisode d'Impact Wrestling du 31 mai 2012, que la TNA allait avoir son Hall of Fame qui sera introduit dans ce nouveau temple de la renommée comme il y en a beaucoup dans le sport. Elle a ajouté que l'identité du premier Hall of Famer sera révélée lors de Slammiversary X où elle sera présente pour cette occasion avec une annonce.
La cérémonie du Hall of Fame a débuté en milieu de show où Dixie Carter est arrivée sur le ring. Elle commence à parler de la TNA et de son évolution au cours des années. Elle dit qu'elle remercie tous les fans de leur soutien, les parents de la TNA Jeff & Jerry Jarrett et tous les catcheurs qui ont été sur le ring pour faire avancer la TNA là où elle en est aujourd'hui. Elle demande à tous les catcheurs qui sont en coulisse de venir pour accueillir et rendre hommage au tout premier Hall of Famer de la TNA. Tous les catcheurs sont arrivés (AJ Styles, Jeff Hardy, Sting, Kurt Angle, James Storm, etc.) Toutes les TNA Knockout (Tara, Miss Tessmacher, Gail Kim, Madison Rayne, etc.) ainsi que tout le reste des personnalités (Hulk Hogan, Brooke Hogan, les arbitres, & les hauts dirigeants de la TNA à part Eric Bischoff).
Dixie Carter reprend la parole et nous demande d’accueillir le tout premier Hall of Famer : l'Icon Sting.
Il est introduit officiellement au Hall of Fame par Lex Luger lors d'une cérémonie la veille de Bound for Glory.

#### 2013: Kurt Angle
Le deuxième Hall of Famer de la TNA a été annoncé tout comme l'année précédente lors de Slammiversary XI. Dixie Carter, la présidente de la Total Nonstop Action s'est rendu au centre du ring et a commencé à accueillir tout le roster de la fédération de Nashville. Elle les remercie tous d'apporter autant de succès à sa compagnie. La présidente annonce ensuite le Hall of Famer 2013 de la TNA, le médaillé d'or de lutte olympique, Kurt Angle. Ce dernier refusera finalement son intronisation le 20 octobre lors de Bound For Glory. En effet, il juge ne pas en avoir accompli assez pour mériter cette place, de plus avec ses récents problèmes d'alcool, il ne s'en juge pas digne pour l'instant.
Lors d'Impact Wrestling du 27 février, après avoir fièrement mérité sa récompense, Angle fut introduit au temple de la renommée de la TNA et marque ainsi 8 ans de travail intensif à la TNA.Il est introduit officiellement au Hall of Fame par Jeremy Borash lors d'une cérémonie Impact Wrestling

#### 2014: Team 3D (Bully Ray & Devon)
Le 15 juin 2014, à Slammiversary XII, Team 3D a été annoncé par Kurt Angle comme les intronisés au TNA Hall of Fame. Ils étaient la première équipe entrée dans le Hall of Fame et sont les troisième et quatrième entrants. Elle a également marqué le retour de Devon à la TNA. Bully Ray effectuera son départ de la fédération en août après la fin de son contrat à la TNA.
Bully Ray et Devon ont été introduits au Hall Of Fame de la TNA pour le palmarès en équipe qu'ils ont remporté tout au long de leur carrière (TNA/WWE/NWA/WCW). Aussi pour leur participation au Aces & Eight avec qui ils ont dominé et dirigé la TNA. Et également pour leur nombre de championnats en solo.

### Superstar de l'année
Lors du Impact Wrestling du 27 décembre, la Total Nonstop Action Wrestling annonce via leur site internet leur premier Superstar of the Year
| Année | Prix                 | Présentateur(s) | Résultats                                                                |
| ----- | -------------------- | --------------- | ------------------------------------------------------------------------ |
| 2012  | Superstar de l'année | Jeremy Borash   | 1. Jeff Hardy 2. Bobby Roode 3. James Storm 4. Austin Aries 5. Bully Ray |

## Personnel
Directeur de l’Autorité : Le "Director of Authority" (ou DoA) est le représentant officiel de la direction de la TNA et on lui donne crédit pour les combats présentés.
- Erik Watts[14] (23 juillet 2003 - 28 janvier 2004)
- Vince Russo (18 février 2004 - 7 novembre 2004 puis 2006)
- Dusty Rhodes (7 novembre 2004 – 16 juin 2005)
- Larry Zbyszko (19 juin 2005 - 23 avril 2006)
- Jim Cornette (Slammiversary 2006 - 15 septembre 2009)
- Eric Bischoff & Hulk Hogan (1er janvier 2010 - 16 octobre 2011)
- Sting (20 octobre 2011 - 22 mars 2012)
- Hulk Hogan (29 mars 2012 - 3 octobre 2013)
- MVP (13 mars - juin 2014)
- Kurt Angle (juin 2014 - 7 janvier 2015)
- Santino Marella (13 janvier 2023 - présent)

## Autres domaines
La TNA s'est également développé dans d'autres domaines tels que les jeux vidéo avec Midway Games. Le jeu TNA Impact!, est sorti le 5 septembre 2008.
En mai 2011, Namco Bandai développe un jeu pour les téléphones portable, iPhone et iPad. Un nouveau jeu apparaît courent 2014 Impact Wrestling stars sur mobiles